# Teodora Nemanjić
Teodora Nemanjić (srbskou cyrilicí: Теодора Немањић; 1330 - po roce 1381) byla vládkyně panství Kumanovo jako manželka despoty Dejana (fl. 1355). Jejím otcem byl srbský král Štěpán Uroš III. Dečanský a jejím nejstarším nevlastním bratrem byl srbský car Štěpán Uroš IV. Dušan. Teodora byla matkou dvou synů, Konstantina Dragaše a Jovana Dragaše, a jedné dcery. Později se stala řeholnicí a přijala jméno Evdokija (Евдокија, řec. Eudokia), proto je v historiografii známá jako Teodora-Evdokija (Теодора-Евдокија).

## Rodina
Teodora se narodila v roce 1330 jako nejmladší dcera a dítě srbského krále Štěpána Uroše III. Dečanského z jeho druhé manželky Marie Palaiologovny. Jejími prarodiči z matčiny strany byli Jan Komnenos Palaiologos, guvernér Soluně, a Irena Metochitissa. Theodora měla jednoho plnoprávného bratra, Simeona Uroše, a sestru Jelenu; měla také dva nevlastní sourozence z otcova prvního manželství s Theodorou Smileckou Bulharskou, Štěpána Uroše Dušana a Dušicu. Když byl Theodoře rok, nechal Štěpán Uroš Dušan na naléhání šlechty jejich otce sesadit a uvěznit v řetězech a následně si uzurpoval srbský trůn jako Štěpán Uroš IV. Dušan. Její matka se neúspěšně pokoušela získat pro Simeona korunu a poté odešla do monastýru, kde v roce 1355 zemřela.

## Sňatek

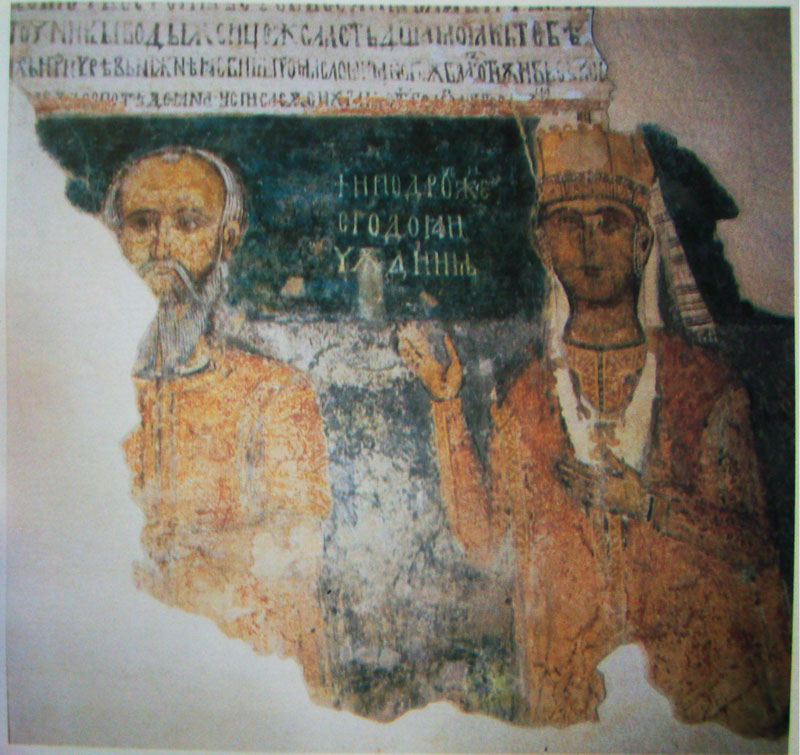
Despota Dejan a jeho žena. Freska ze 14. století z kláštera Belovo u Zemenu (nazývaného také Zemenský klášter).

V roce 1347, ve svých 17 letech, se Teodora provdala za despotu Dejana, kterému titul sebastokratora udělil její bratr Štěpán Dušan. Po jejím sňatku byla v srbském pravoslavném klášteře Visoki Dečani zhotovena fresková malba Teodory. Z manželství se narodily tři děti:
- Konstantin – padl v bitvě u Rovine dne 17. května 1395 jako sultánův vazal
- Jovan – padl v bitvě na řece Marici dne 26. září 1371
- Teodora – provdaná za 1. Žarka, 2. Đurađa I. Balšiće

## Náboženský život
Teodora se vydala po stopách své matky a rovněž vstoupila do monastýru. Její matka přijala jméno Marta a Theodora, když se stala řeholnicí, přijala jméno Eudokia. V listině z roku 1379 je zaznamenáno, že Eudokia imperatrix et filius Constantinus darovala majetek Chilandarskému klášteru na svaté hoře Athos.

## Galerie

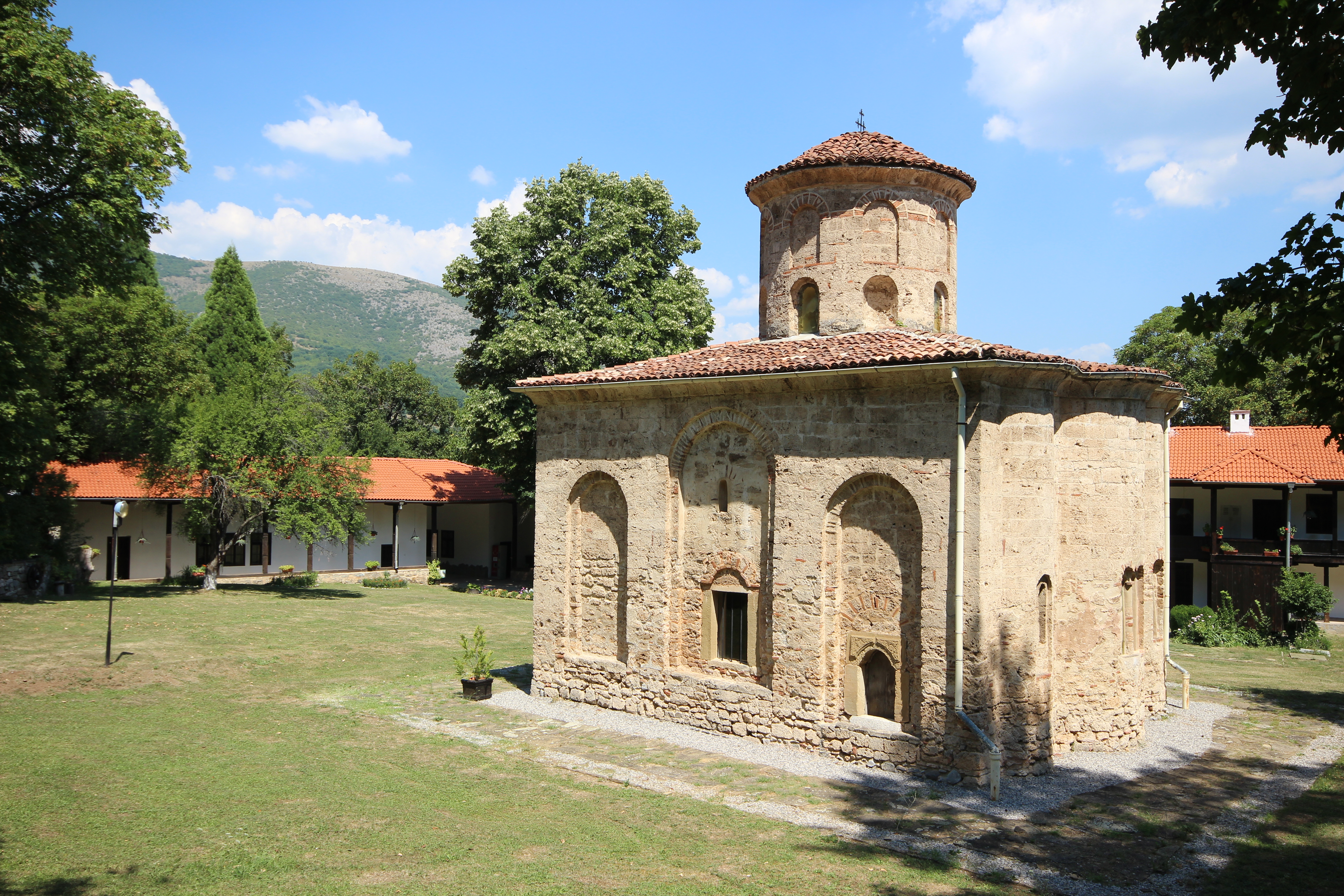
Bulharský pravoslavný monastýr Zemen, Bulharsko
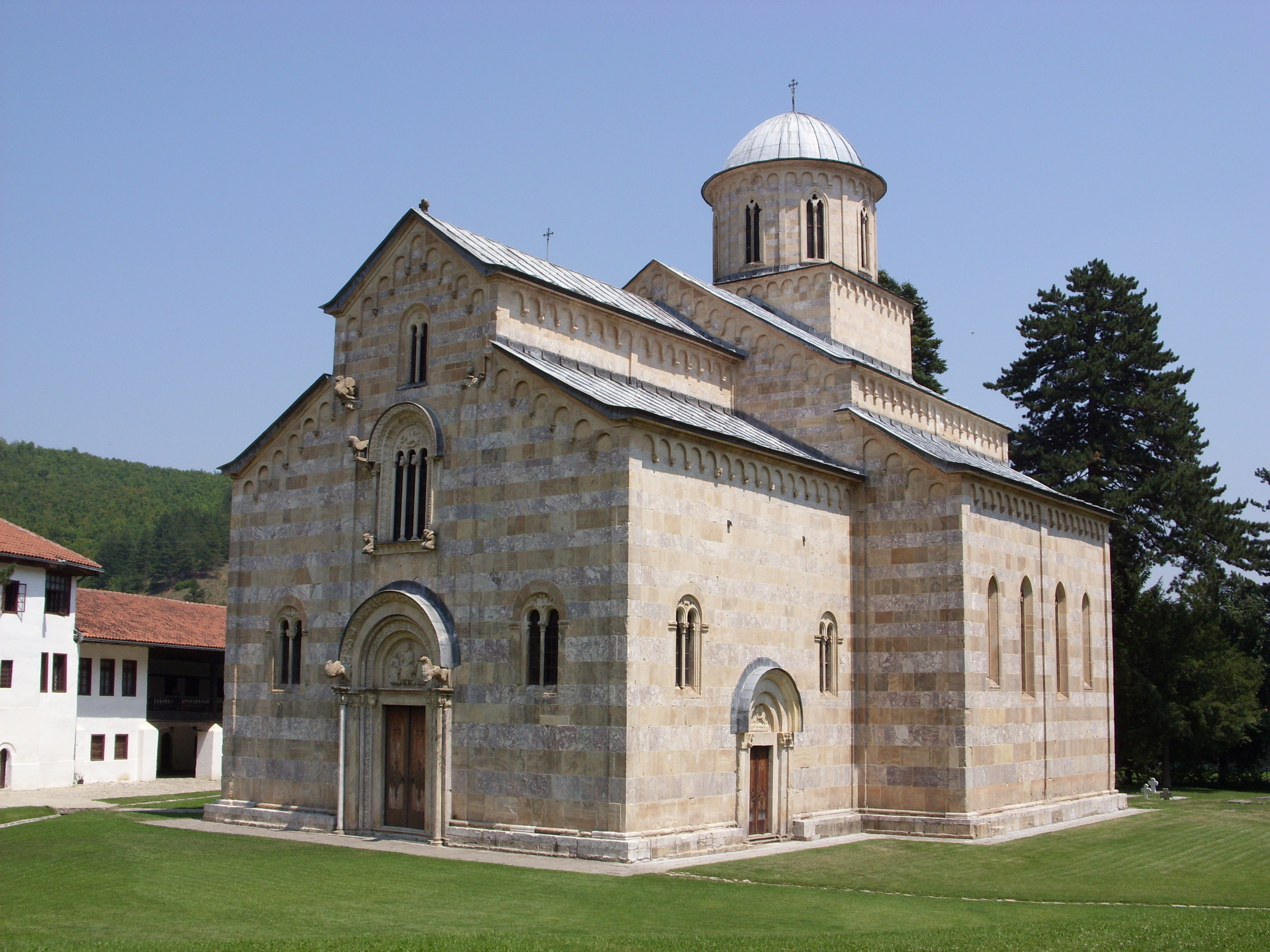
Visoki Dečani – srbský pravoslavný monastýr v Kosovu
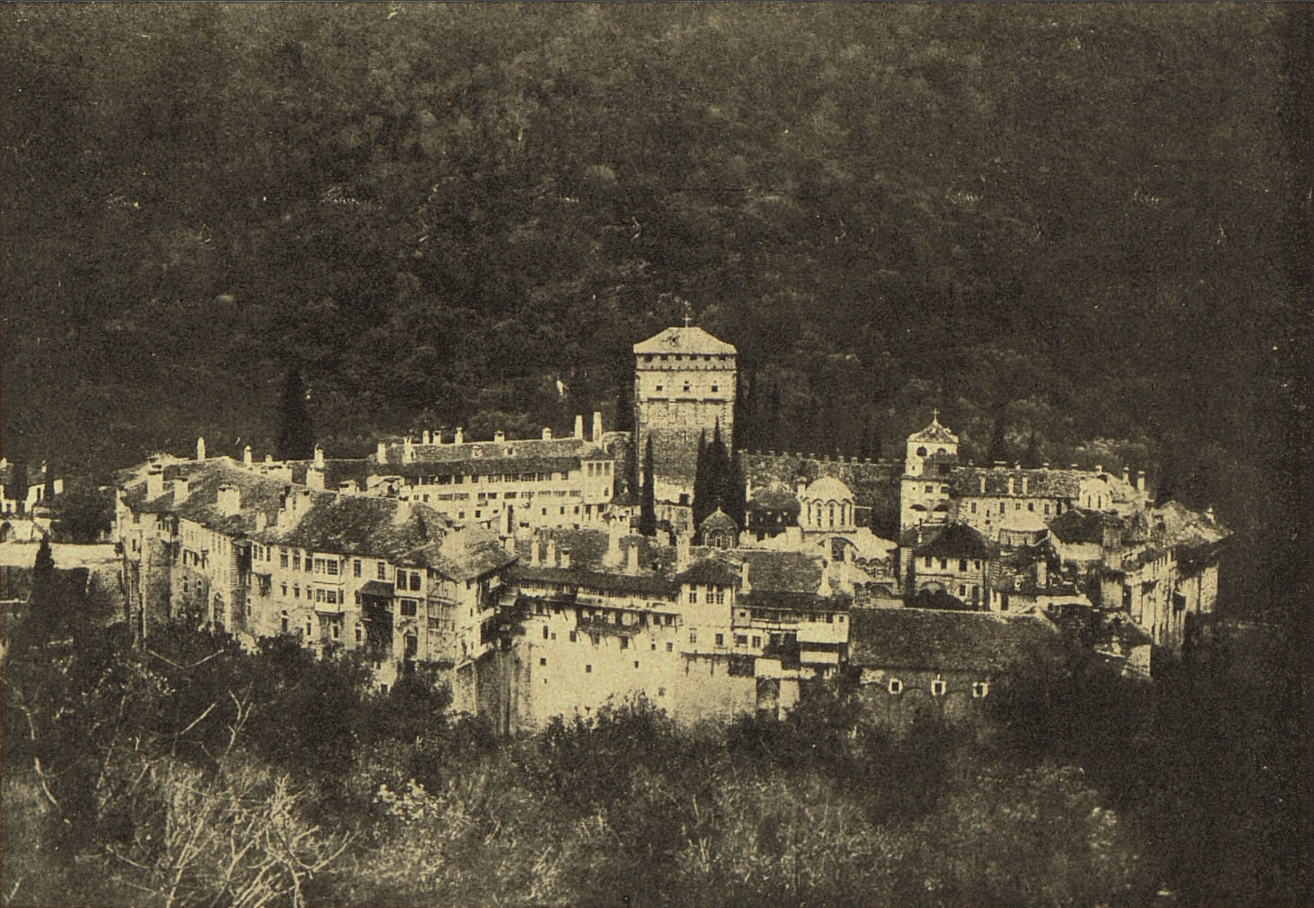
Monastýr Hilandar na hoře Athos, 1917